# مقاطعة بينتن (واشنطن)
مقاطعة بينتن (بالإنجليزية: Benton County)‏ هي إحدى مقاطعات ولاية واشنطن في الولايات المتحدة الأمريكية.